# Allopauropus bohnsacki
Allopauropus bohnsacki är en mångfotingart som beskrevs av Jules Rémy 1957. Allopauropus bohnsacki ingår i släktet småfåfotingar, och familjen fåfotingar. Inga underarter finns listade i Catalogue of Life.